# Chelsea (Massachusetts)
Chelsea is een plaats (city) in de Amerikaanse staat Massachusetts, en valt bestuurlijk gezien onder Suffolk County.

## Demografie
Bij de volkstelling in 2000 werd het aantal inwoners vastgesteld op 35.080.
In 2006 is het aantal inwoners door het United States Census Bureau geschat op 32.792, een daling van 2288 (-6,5%).In 2019 liep de schatting op tot 39.690.

## Geografie
Volgens het United States Census Bureau beslaat de plaats een oppervlakte van
6,5 km², waarvan 5,7 km² land en 0,8 km² water.

## Plaatsen in de nabije omgeving
De onderstaande figuur toont nabijgelegen plaatsen in een straal van 8 km rond Chelsea.

## Geboren in Chelsea (Mass.)
- Horatio Alger (1832-1899), schrijver
- Lewis Howard Latimer (1848-1928), uitvinder en technisch tekenaar
- Norman Cota (1893-1971), generaal (Tweede Wereldoorlog)
- Albert DeSalvo (1931-1973), seriemoordenaar (The Boston Strangler)
- Jerry Douglas (1932-2021), acteur
- Chick Corea (1941-2021), jazzpianist/toetsenist en componist
- Kenneth Tigar (24 september 1942), acteur, vertaler en filmregisseur
- John Ruiz (4 januari 1972), bokser